# 8 bites architektúra
Ez a szócikk a számítógép-architektúráról szól. Lásd még: 8 bit (egyértelműsítő lap).
A számítógép-architektúrák területén 8 bites egészek, memóriacímek és más adategységek azok, melyek legfeljebb 8 biten (1 oktett) kifejezhetők, illetve ilyen szélesek. 8 bites mikroprocesszor-, illetve ALU-architektúrák továbbá azok, melyek ilyen méretű regisztereket, címsíneket és adatsíneket használnak. 8 bites érának nevezték a mikroszámítógépek (és videójátékok) azon generációját, melyekben a 8 bites mikroprocesszorok voltak a legelterjedtebbek.
Az első, széles körben elterjedt, 8 bites mikroprocesszor az Intel 8080 volt, amit számos, általában CP/M operációs rendszert futtató hobbiszámítógépbe építettek be az 1970-es évek végén, 1980-as évek elején. Ennek 8 bites adatszói és 16 bites címei voltak. A 8080-assal kompatibilis Zilog Z80-at és a Motorola 6800-at hasonló számítógépekben használták. A Z80-at és a MOS Technology 6502-es 8 bites mikroprocesszorokat elterjedten használták a 70-es, 80-as évek otthoni számítógépeiben, második és harmadik generációs játékkonzoljaiban. Számos 8 bites CPU és mikrokontroller képezi alapját a mostanában elterjedt beágyazott rendszereknek.

## Részletek

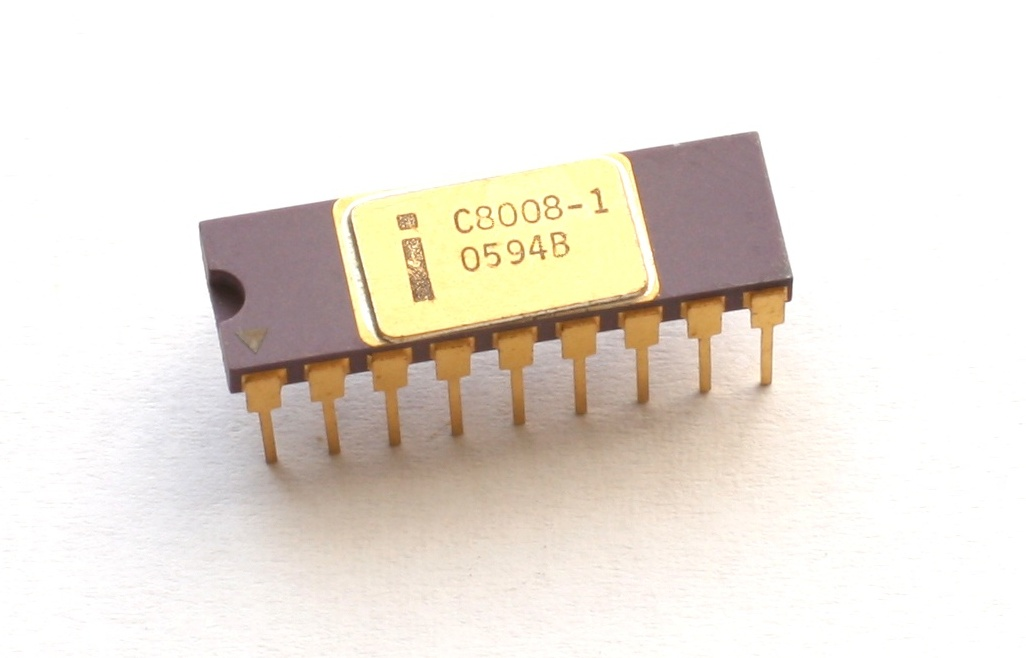
Egy korai nyolcbites mikroprocesszor, az Intel 8008

Egy 8 bites egész 28 (azaz 256) különböző értéket vehet föl.
A nyolcbites CPU-k 8 bites adatsínje egy utasítás számára 8 bitnyi adat elérését teszi lehetővé. A címsín praktikus megfontolásokból tipikusan két oktett (16 bit) széles, ami a legtöbb 8 bites processzor számára 64 KB-os címtér direkt megcímzését teszi lehetővé.

## Fontosabb 8 bites processzorok
Az első, kereskedelemben kapható 8 bites processzor az Intel 8008 (1972) volt, amit eredetileg a Datapoint 2200 intelligens terminálba szántak. Az Intel legtöbb versenytársa hasonló, karakter-orientált 8 bites mikroprocesszorral indította pályáját. Ezen 8 bites gépek modernizált változatai még mindig a beágyazott rendszerek leggyakoribb processzorai között vannak.
Korai és/vagy népszerű 8 bites processzorok (nem teljes lista):
- Atmel AVR-családú mikrovezérlők (Microchip Technology , 2024)
- Infineon XC800 family mikrokontrollerek
- Intel 8008 (1972, Datapoint 2200-kompatibilis)
- Intel 8051 (1980, „Harvard-architektúrájú mikrokontroller”)
- Intel 8080 (1974, a 8008-assal forráskompatibilis)
- Intel 8085 (1977, a 8080-assal binárisan kompatibilis)
- Signetics 2650 (1973)
- Fairchild F8 (1975)
- Motorola 6800 (1974)
- Motorola 6803
- Motorola 6809 (1978, 6800-assal forráskompatibilis)
- Freescale 68HC08
- Freescale 68HC11
- MOS Technology 6502 (1975, a 6800-ashoz hasonló, de inkompatibilis)
- MOS Technology 6510 (1982, felbővített 6502-es, amit a Commodore 64-ben használtak)
- NEC 78K0[1] sorozat
- RCA 1802 (1976)
- Zilog Z80 (1976, 8080-assal binárisan kompatibilis)
- Zilog Z8 (1978, „Harvard-architektúrájú mikrokontroller”)
- Zilog Z180 (1985, Z80-nal binárisan kompatibilis)
- Zilog eZ80 (1999/2001, Z80-nal binárisan kompatibilis)
- Hudson Soft HuC6280
- PIC mikrokontroller